# Dolmen des Gorces
Le dolmen des Gorces, appelé aussi Pierre Levée des Gorces ou dolmen de Montgarneau, est un dolmen situé à Parnac dans le département français de l'Indre.

## Protection
L'édifice est classé monument historique en 1889.

## Description
C'est un petit dolmen simple composé d'une table de couverture ( 2,50 m de long sur  2 m et  0,75 m d'épaisseur) en granulite reposant sur trois piliers en gneiss. La chambre, de forme carrée, est orientée est-sud-est/ouest-nord-ouest avec une entrée située à l'est-sud-est. La table de couverture comporte en surface deux petites entailles, témoins d'une probable tentative de débitage, et de petites dépressions d'origine naturelle. Les autres blocs de granite situés aux abords immédiats du dolmen qui étaient encore visibles au XIXe siècle sont désormais disparus.
Élie de Beaufort rapporte la découverte d'une hachette en schiste de 7 cm de long dans les environs.